# Zacatal Grande
Zacatal Grande är en ort i Mexiko.   Den ligger i kommunen Zongolica och delstaten Veracruz, i den sydöstra delen av landet, 240 km öster om huvudstaden Mexico City. Zacatal Grande ligger 736 meter över havet och antalet invånare är 409.
Terrängen runt Zacatal Grande är kuperad åt nordväst, men åt sydost är den bergig. Runt Zacatal Grande är det ganska tätbefolkat, med 155 invånare per kvadratkilometer. Närmaste större samhälle är Zongolica, 4,3 km väster om Zacatal Grande. I omgivningarna runt Zacatal Grande växer i huvudsak städsegrön lövskog.